# Château de Sermoise

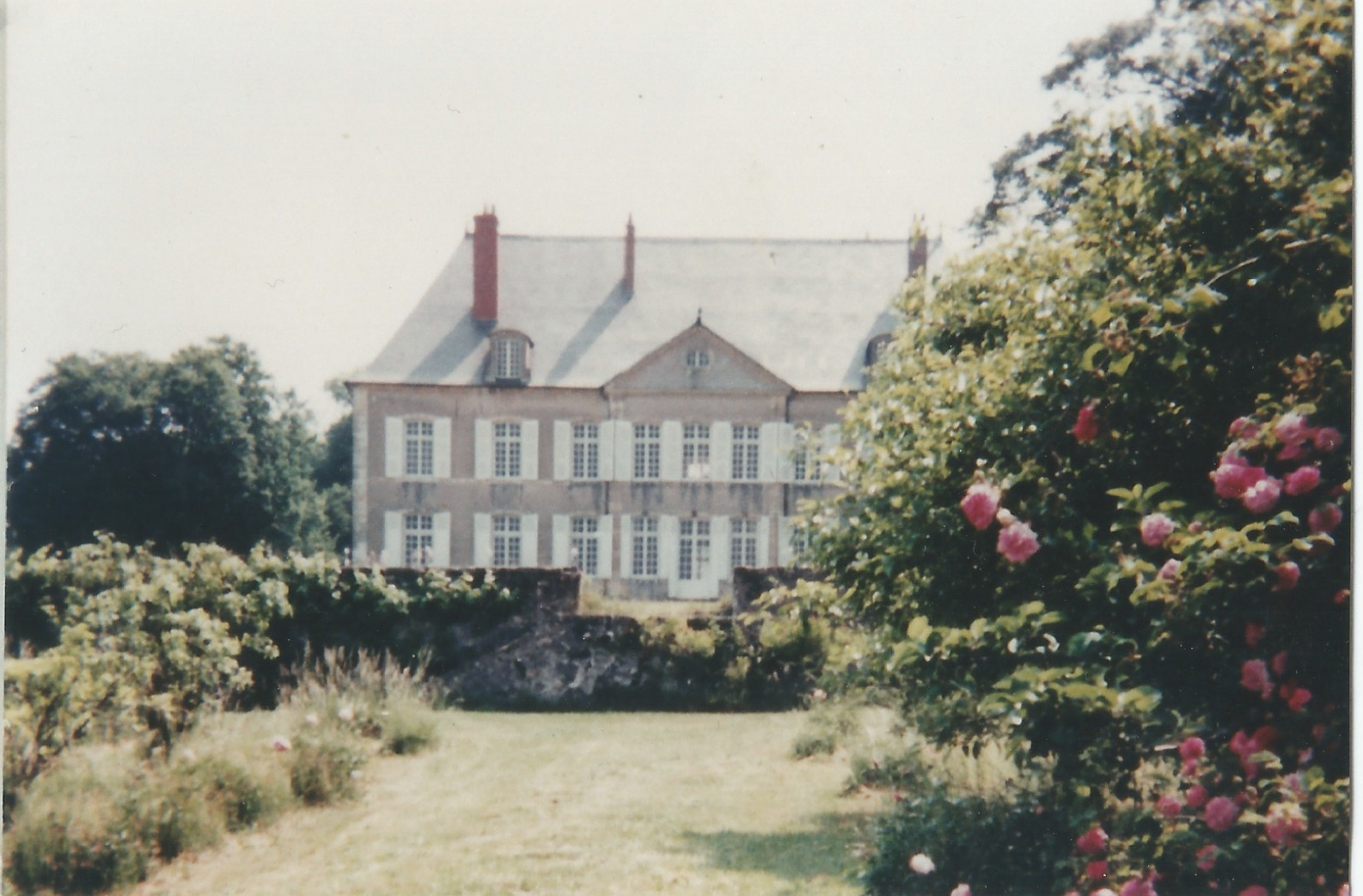
vue ouest

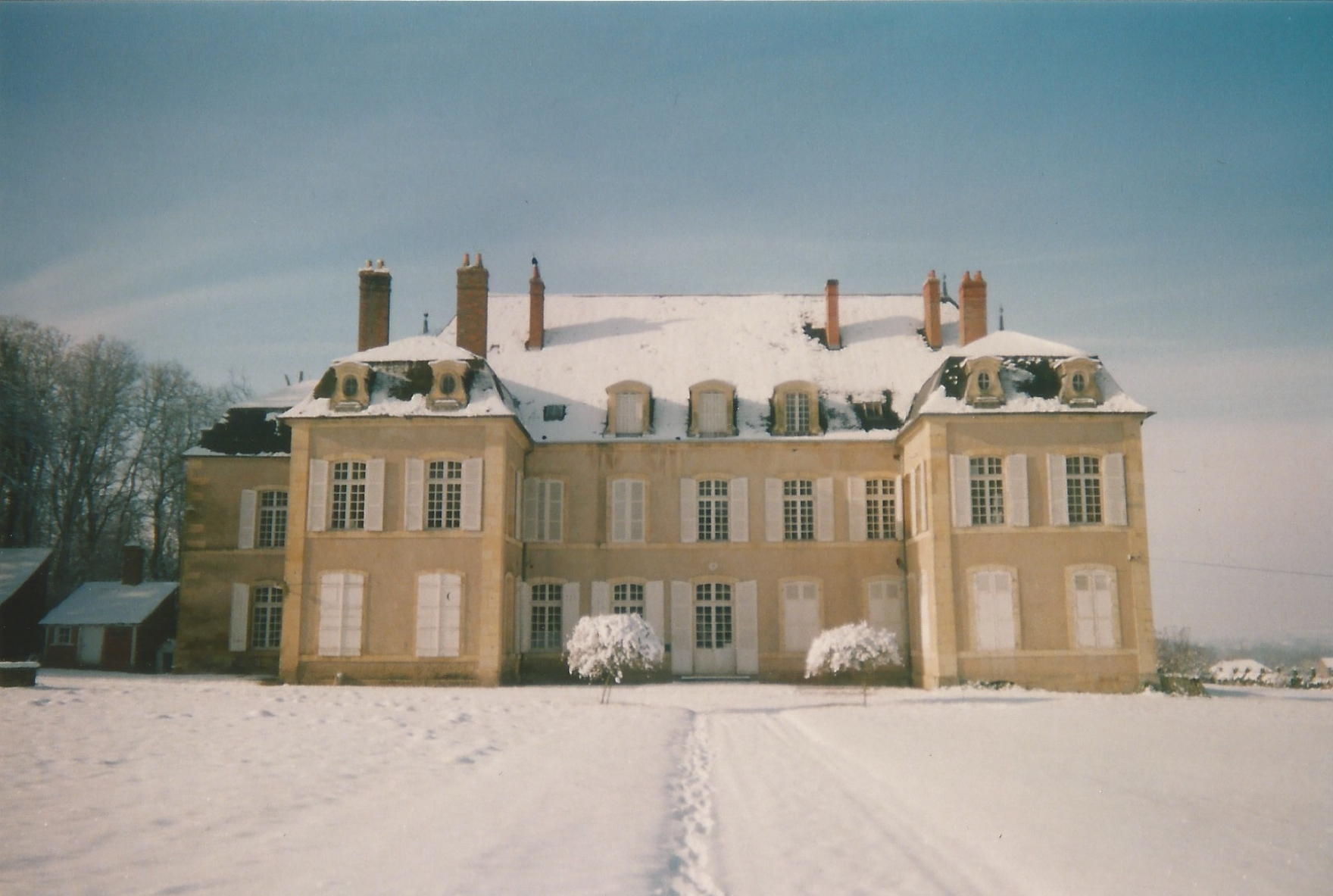
Vue est

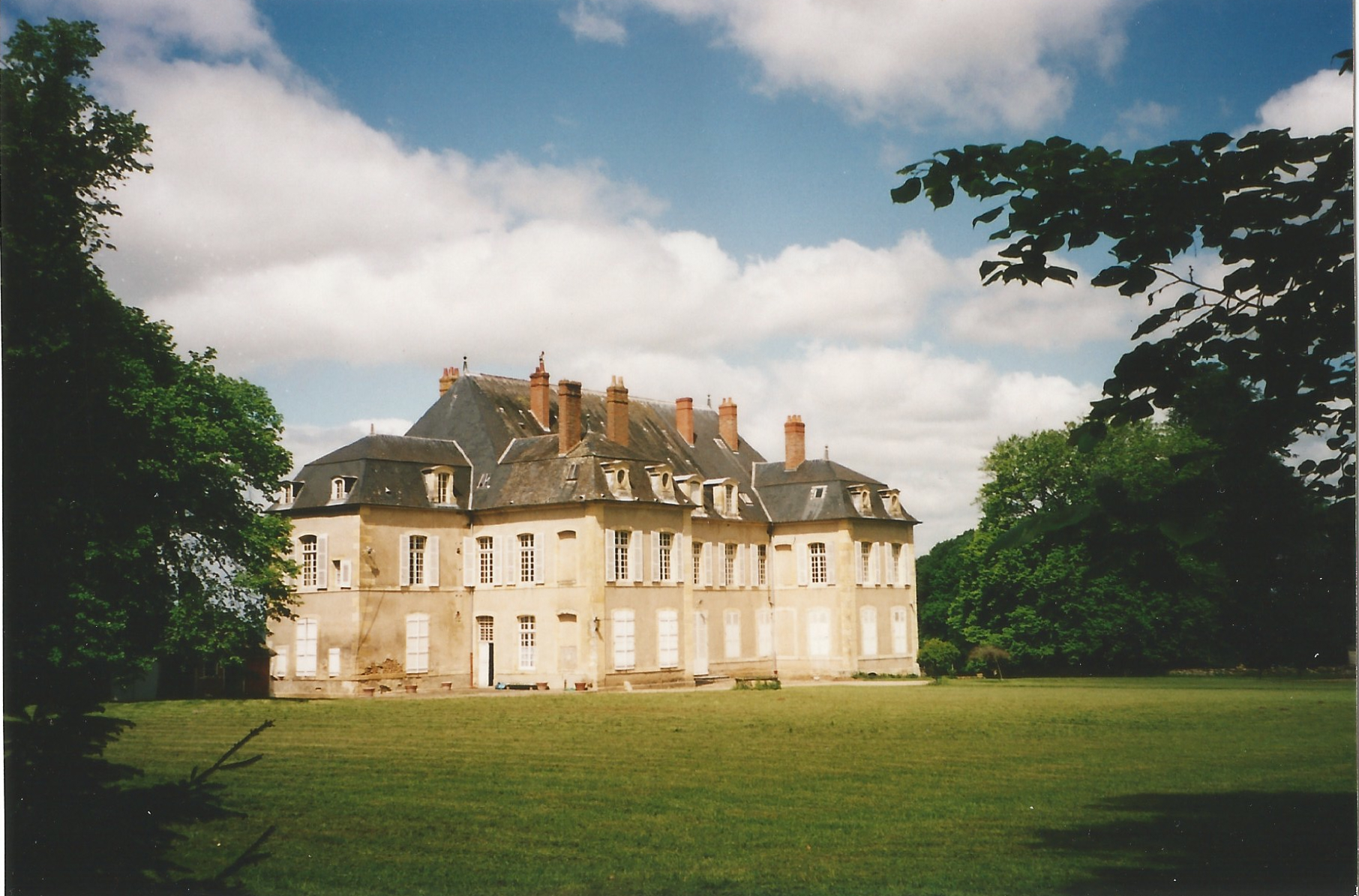
vue sud-est

Le château de Sermoise a été édifié de 1751 à 1753 sur la commune de Sermoise-sur-Loire à proximité de Nevers sur une hauteur voisine du confluent de la Loire et de l’Allier.

## Histoire
Il a été construit par Pierre-jacques Girard de Vanne, fils et petit-fils de grands maîtres des eaux et forêts du Nivernais et lui-même lieutenant des maréchaux de France, conseiller à la chambre des comptes et grand Bailli d'épée du Nivernais.
La fille de Pierre-Jacques Girard de Vanne épousa le baron Louis-César de Choiseul, ambassadeur de France à Turin auprès du royaume de Piémont-Sardaigne. La propriété passa ensuite à l’une de leurs filles, la comtesse de Sérent, épouse d’Armand de Sérent, Colonel d' Angoulême-infanterie et député aux États-généraux, puis à sa nièce Marie-Nicolette, duchesse de Talleyrand-Périgord, et enfin à la petite-fille de celle-ci, Cécile de Galard, Princesse de Béarn et de Chalais. Ses héritiers vendirent en 1901 le château de Sermoise à Monsieur Frédéric Blandin qui fit réaliser dans la partie nord de l’édifice une très vaste bibliothèque.

Le château de Sermoise, qui appartient aujourd’hui à la famille de Vulpillières, est inscrit à l’inventaire supplémentaire des monuments historiques pour sa façade et une partie de son décor intérieur.

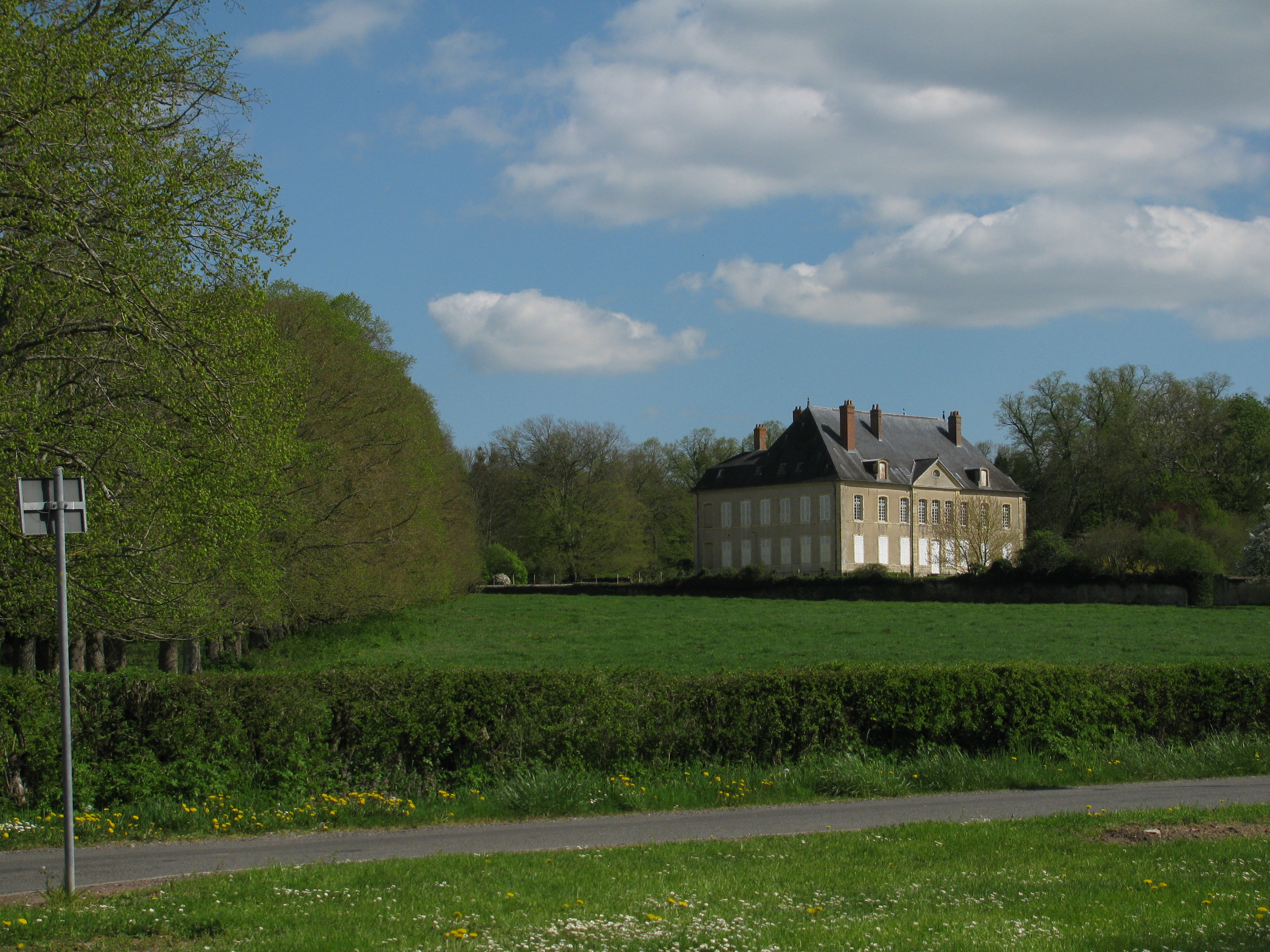

## Dans les arts
Le château de Sermoise apparaît dans l'épisode Les fantômes de Noël de la série  Les Brigades du Tigre. 

### Lien externe

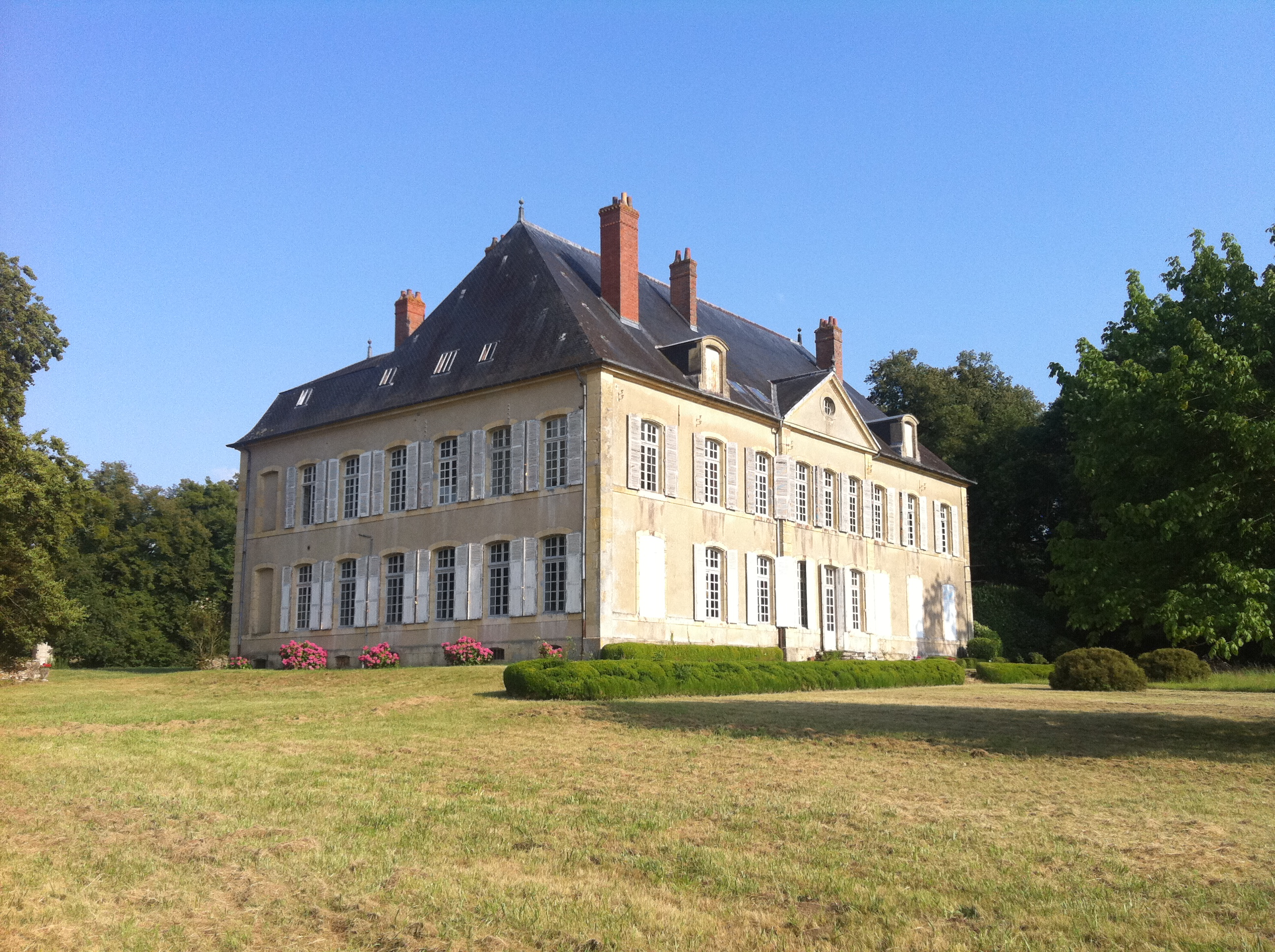
Vue nord-ouest